# IMAREAL
『IMAREAL』（イマリアル）は、2017年4月3日からエフエム北海道で金曜18:00 - 22:00に放送されているラジオ番組。

## 概要
若者の今をリアルに伝えるため、北海道の学校を訪れ、様々な学生を紹介していく「外出系ラジオ」をコンセプトに、ラジオに触れることの少ない学生層をターゲットに外に出てラジオを広報する番組をモットーとする。パーソナリティ森本が「学生時代にあったらよかったなと思う番組」を制作しようと企画を立案し、番組名はTwitterのハッシュタグを打ちやすいカタカナ5文字に収まる形を意識し「イマ」の部分を場合に応じて改変しやすい汎用的な形としている。Radikoを用いたインターネット経由での聴取も意識した呼びかけも行い、2023年時点ではメッセージの半分以上が地上波で対応出来ない北海道外のリスナーから寄せられている。
2018年4月4日、AbemaTV「AbemaRADIO」チャンネルで毎週水曜、木曜 20:00 - 21:00に同時配信を実施、同年12月27日の放送をもってAbemaRADIO配信を終了。
2019年4月、春の編成により毎週金曜のみの放送になった。
2021年9月、日本民間放送連盟賞中央審査会にて番組部門ラジオ生ワイドの部で最優秀賞を受賞。
2022年７月、JFN賞2022「地域賞」を受賞。同月1日から9月末まで『paseo Final Walkers』（AIR-G' 毎週金曜 18:00～18:30）が放送されることに伴い、放送開始時間が変更された。
2022年10月、『paseo Final Walkers』（AIR-G' 毎週金曜 18:00 - 18:30）の放送が終了したため、同月7日から元の放送時間へ変更された。同月14日に累計放送回数600回を記念し、「チームイマリアル大集合SP」を放送した。

## 放送時間
- AIR-G' 金曜 18:00 - 22:00（2022年10月7日 - ）

### 過去の放送・配信時間
ラジオ
- AIR-G'
  - 月 - 木曜 19:30 - 21:40（2017年4月3日 - 12月28日）
  - 月 - 木曜 19:30 - 21:55（2018年1月2日 - 2019年3月28日）
  - 金曜 19:00 - 22:00（2019年4月5日 - 2020年12月25日）
  - 金曜 18:00 - 22:00（2021年1月1日 - 2022年6月24日）
  - 金曜 18:30 - 22:00（2022年7月1日 - 2022年9月30日）

インターネット配信
- ABEMA RADIO 水・木曜 20:00 - 21:00（2018年4月4日 - 12月27日）

## タイムテーブル
2025年度現在
- 18:20：ゲストゾーン
- 18:40：ひとりじゃないプロジェクト
- 19:20：スクールストライク
- 19:40：スクールハイライト（奇数週）・メガリアル（偶数週）
- 20:08：もぐゴク部
- 20:20：ゲストゾーン
- 20:40：イマレコ!
- 21:08：ラブリアル
- 21:20：イマリエール!

2023年度
- 18:20：ゲストゾーン
- 19:20：スクールストライク
- 19:40：スクールハイライト（奇数週）・メガリアル（偶数週）
- 20:08：もぐゴク部
- 20:20：ゲストゾーン
- 20:40：イマレコ!
- 21:08：ラブリアル
- 21:20：イマリエール!

過去（金曜3時間枠時代）
- 19:10 - 25：音楽ゾーン1
- 19:25 - 35：スクールストライク!
- 19:48 - 58：もぐごく部 supported by Calbee
- 20:07 - 17：フィッシャーズステーション（アメリカ屋漁具提供）
- 20:20 - 40：音楽ゾーン2
- 20:45 - 55：イマレコ!
- 21:15 - 25：イマリエール!

過去（帯番組時代）
| 放送時間                                | 月曜日                                                                      | 火曜日                                                                      | 水曜日                                                                      | 木曜日                                                                      |
| --------------------------------------- | --------------------------------------------------------------------------- | --------------------------------------------------------------------------- | --------------------------------------------------------------------------- | --------------------------------------------------------------------------- |
| 19:30 - 19:49                           | オープニング、メニュー紹介、メッセージテーマ、リクエストテーマ発表、雑談等  | オープニング、メニュー紹介、メッセージテーマ、リクエストテーマ発表、雑談等  | オープニング、メニュー紹介、メッセージテーマ、リクエストテーマ発表、雑談等  | オープニング、メニュー紹介、メッセージテーマ、リクエストテーマ発表、雑談等  |
| 19:50 - 19:55                           | IMALBUM                                                                     | IMALBUM                                                                     | IMALBUM                                                                     | IMALBUM                                                                     |
| 19:56 - 20:05                           | リクエスト、メッセージ紹介等                                                | リクエスト、メッセージ紹介等                                                | リクエスト、メッセージ紹介等                                                | リクエスト、メッセージ紹介等                                                |
| 20:06 - 20:14                           | キョウミアル! スクールストライク                                            | キョウミアル! もぐゴク部 supported by Calbee                                | 森本の最近ハマっている漫画アニメ紹介                                        | キョウミアル! フィッシャーズステーション                                    |
| 20:15 - 20:29 （水曜日は20:06 - 20:30） | リクエストマシンガン                                                        | リクエストマシンガン                                                        | リクエストマシンガン                                                        | リクエストマシンガン                                                        |
| 20:30 - 20:44                           | リクエスト、メッセージ紹介等                                                | リクエスト、メッセージ紹介等                                                | リクエスト、メッセージ紹介等                                                | 稲場愛香のまなりある（20:20 - 44）                                          |
| 20:45 - 20:55 （木曜日は20:20 - 20:44） | イマレコ!!（駒野遥香）                                                      | イマレコ!!（栞寧）                                                          | イマレコ!!（綾野ましろ）                                                    | 稲場愛香のまなりある                                                        |
| 20:55 - 21:14 （木曜日は20:45 - 21:14） | リクエスト、メッセージ紹介等（火曜日9時台に「9時のおやつ」）                | リクエスト、メッセージ紹介等（火曜日9時台に「9時のおやつ」）                | リクエスト、メッセージ紹介等（火曜日9時台に「9時のおやつ」）                | リクエスト、メッセージ紹介等（火曜日9時台に「9時のおやつ」）                |
| 21:15 - 21:25                           | イマリエール!                                                               | イマリエール!                                                               | イマリエール!                                                               | イマリエール!                                                               |
| 21:26 - 21:49                           | コメントゲスト、リクエスト、生電話、メッセージ紹介等                        | コメントゲスト、リクエスト、生電話、メッセージ紹介等                        | コメントゲスト、リクエスト、生電話、メッセージ紹介等                        | コメントゲスト、リクエスト、生電話、メッセージ紹介等                        |
| 21:50 - 21:54                           | プレゼント当選者発表、明日のメニュー紹介、21:55以降の番組紹介、エンディング | プレゼント当選者発表、明日のメニュー紹介、21:55以降の番組紹介、エンディング | プレゼント当選者発表、明日のメニュー紹介、21:55以降の番組紹介、エンディング | プレゼント当選者発表、明日のメニュー紹介、21:55以降の番組紹介、エンディング |

## パーソナリティ
- 森本優[2]
- 宮川愛李
- 金川紗耶（乃木坂46）

## コーナー

### 現在
スクールストライク
週替わりで北海道内の大学や専門学校をピックアップし、現役生や講師を迎えたり、森本が大学へ出向くなどしながら大学や専門学校のストライクゾーンを発信する。当初は「キョウミアル!」月曜コーナーとして実施。2023年時点では毎月第1週に札幌マンガ・アニメ&声優専門学校、第2週に北海道大学大学院、最終週に室蘭工業大学が月1回のレギュラー校を担当。過去には池上学院高等学校が第2週を担当したが「スクールハイライト」の担当に移行。
メガリアル
メガネのプリンス提供によるコーナー。メガネにまつわるクイズ企画や店舗取材、リスナー投票によって森本自身がメガネを買う企画を実施。
もぐゴク部
番組コラボレーションによる食品の企画をリスナー参加型で展開するとともに、コラボ相手の情報や最新の食品の紹介を行う。
2018年から「もぐゴク部 supported by Calbee」として開始しカルビーの社員が出演しての最新スナック製品や業務内容の紹介を行うとともに、毎年企画の集大成としてリスナーの意見を取り入れた番組コラボスナックを開発する。「キョウミアル!」火曜コーナーとして開始され、金曜放送化後は第1・第3・第5金曜に実施。2017年に札幌で開催されたカルビーのイベント「じゃがりこパーティー」を番組内で紹介し、森本とリスナーらの集団で同イベントへ参加、カルビー北海道支社の社員が本番組を聞いていたことからコラボ企画を提案し本コーナーが実現した。2023年時点では奇数週をカルビーが担当。
2023年度はカルビーに加え第4週を札幌市北区の「soupcurry凪」が担当、番組オリジナルカレーの開発を展開する。また第2週はメーカーを問わない新商品紹介を実施。
イマリエール!
道内の中学・高校を森本が訪れ、学生の頑張っていることなどを訊き、応援していくコーナー。コーナー名は番組名と「エール」を合わせたもので、番組全体の合言葉としても用いられる。運動・文化部問わず部活動メンバーへのインタビューを交えつつ活動内容を紹介、取材時には生徒一人一人にラジオ受信機を配布しリスナーの拡大に努めており、番組当初は取材予定の部活の顧問教諭に断られる場合もあったもののその後教諭側からのファンも存在する番組の目玉企画となった。2023年時点ではNisshoがスポンサードを行う。
みんなのラブリアル
交際中や失恋を問わずリスナーのリアルな恋愛事情をメッセージや電話を通じて紹介する21時台のコーナー。2023年時点では北海道大学COI-NEXTがスポンサードを行う。超ときめき♡宣伝部が名誉顧問を担当し、2023年度からは月1回「みんなのラブリアル〜名誉顧問の"超"見回り〜」としてとき宣メンバーが出演して実施。
スクールハイライト
学校で起きたエピソードを募集するコーナー、2023年4月開始。「メガリアル」との隔週で実施し、毎月第1週は池上学院高等学校による「池上学院高等学校〜池校としゃべりある〜」を実施。
ひとりじゃないプロジェクト
北海道庁とエフエム北海道のヤングケアラー支援連携協定に合わせ、ヤングケアラー問題の啓発や支援関係者の紹介を展開する。

### 過去
リクエストマシンガン
リクエストテーマに沿ったリクエストを募集するコーナー。
IMALBUM
1枚のアルバムやシングルを1週間、紹介するコーナー。
キョウミアル!
毎日、様々なジャンルの情報を紹介するコーナー。金曜放送化後は各コーナーとも単独化し、存続。
- 月曜日 - スクールストライク
- 火曜日 - もぐゴク部 supported by Calbee
- 木曜日 - フィッシャーズステーション

ジョブリアル
学生に向けて「仕事/人」に出会ってもらうべく、職業や人それぞれの生き方をインタビューを通して紹介する。

## フロート番組

### イマレコ!!
20:40 - 20:55に放送されるフロート枠。パーソナリティは帯番組時代が月 - 水曜日の曜日毎の指定となっていたが、金曜時代は隔週交代制となり第5週目は2021年1月まではお楽しみ枠となっていた。
パーソナリティ
- 1・3・5週
  - 金川紗耶（乃木坂46）（2019年10月 - 、2019年8月の金曜第5週）[20]
- 2・4週
  - 宮川愛李（2022年4月 - ）

過去の担当
- 知（サイダーガール）（2019年4月 - 2022年03月）
- 林勇（SCREEN mode）（2018年4月 - 5月水曜日） - イマレコ!!〜スタラジ外伝〜Road to SAPPORO。
- 横山直弘（感覚ピエロ）（2018年10月 - 12月水曜日、2019年5月の金曜第5週、2020年1月の金曜第5週）
- 駒野遥香（2018年4月 - 2019年3月、月曜日、2019年11月の金曜第5週） - 駒野遥香と森本のTikTokのダンス動画撮影でのコラボも行われた。
- 綾野ましろ（2019年1月 - 3月水曜日） - 2019年4月以降は単独番組『綾野ましろのSWEET GANG Hz』を担当[21]。
- 栞寧（2018年4月 - 2019年3月火曜・2019年4月 - 9月第1・3週）

### 稲場愛香のまなりある
2017年10月3日より毎週木曜日20:20 - 45に放送。パーソナリティは稲場愛香。稀に稲場がイマリアルをジャックすることも有る。また、コーナー終了後に森本が稲場を「ほんわんわ〜」等といじる事が慣例となっている。2019年3月をもって終了、2019年4月以降は単独番組『Juice=Juice 稲場愛香のmanakan Palette Box』を担当。

## 関連番組
2019年4月5日より1か月限定で『miniREAL』という10分間の生放送番組の放送が開始。パーソナリティは『IMAREAL』と同様に森本優が担当しており、毎週、森本が決めた話題について話している。
2019年8月2日から2020年9月25日までの約1年間『ちょびREAL』が放送されていた。

## イベント
- Calbee×IMAREALオリジナルポテトチップス試食会（2018年6月30日[27]、2019年7月21日[28]、2020年8月1日[29]、2021年8月22日[30]）
  - 「もぐゴク部 supported by Calbee」コーナーによるコラボレーションポテトチップスの発売に向け試作品の試食会を実施。当初は公開イベントとして実施したが、2020年以降は感染症対策のため招待制で実施。
- JOIN ALIVE公開録音（2019年7月13・14日）[31][32][33]
  - いわみざわ公園で開催の音楽フェスティバル「JOIN ALIVE」のAIR-G'ブース「AIR-G'×BARKS CHALLENGE999 豊栄建設STUDIO」にて、1日目7月13日にAliAのAYAMEとSEIYA、2日目7月14日にIvy to Fraudulent Game寺口宣明をゲストに迎え公開録音を実施。公録の模様は7月19日に放送。
- TALK EVENT in 札幌マンガ・アニメ&声優専門学校（2019年12月14日）[34][35]
  - 札幌マンガ・アニメ&声優専門学校オープンキャンパスの一環として、高校生限定の観覧で富田美憂をゲストに公開録音を実施。公録の様子は12月20日に放送。
- 生シュワリエールSP（2020年1月18日）[36][37][38]
  - サイダーガールの3rdアルバム「SODA POP FANCLUB 3」のリリースイベントとして、札幌Bessie Hallにてサイダーガールを交えて公開録音と「SODA POP FANCLUB 3」のサイン会を開催。公録の模様は1月24日に放送。
- IMAREALリスナーミーティング（2022年3月13日）[39]
  - 北海道大学北キャンパスFMI国際拠点多目的ホールにて、北大COIとの共催で宮川愛李をゲストに迎えトークショーとミニライブを展開。観覧客として学生100名を招待し、また札幌市内の学校で新聞部・新聞局に所属する学生を対象に「校内新聞企画」として宮川へのインタビュー取材を受け付けた。
- IMAREAL×soupcurry凪コラボイベント～一緒にカレーをタベリアル～（2023年6月10日）[40]
  - 「もぐごく部」コーナーに協賛する札幌市北区のスープカレー店「soupcurry凪」にて、リスナー15名を招待し森本とともに番組コラボレーションのスープカレー「2種のつくねスープカレー」とハーフサイズキーマカレー「具沢山OPキーマカレー」とミニラッシーのセットを食べる有料イベント。
- 公開録音@モユクサッポロ（2023年7月20日）
  - 札幌市中央区の商業施設・モユクサッポロの開業記念イベントの一環として、1階正面入口前にて佐藤ノアをゲストに迎えての公開録音を実施[41]。公録の模様は7月21日に放送[42]。
- 放送700回記念トークライブ&ファンミーティング（2024年9月14日）[43][44]
  - 札幌市中央区の「スタンピーズ カフェ＆ダイニングバー」にて先着60名を募集しトークライブを中心に番組グッズ販売や写真撮影会を展開する有料イベント。

## 関連グッズ
オレンジペン（OP）
- 番組リスナーの証となる番組名の入った三菱鉛筆「ジェットストリームオレンジ」ボールペンの通称。オレンジのペンを胸ポケットにさすことで番組リスナーであることを示し、リスナー同士の交流のきっかけを作る「OPミッション」という活動を推進しており、その週の参加者から毎回1名にプレゼントしているほか、Twitter企画としてプレゼントすることもある[45]。これまで主に「きみにイマリエール!」「食べる!寝る!イマリエール!」「今日も笑顔!イマリエール!」のメッセージが書かれたバージョン等が存在し[46]、2022年度Ver.で6代目となっている[47]。また2022年には民放連賞最優秀賞を記念して白を中心に「IMAREAL No.1 PEN」の文面を添えた外装にパーソナリティ森本を描いたチャームを取り付けた300本限定の特別版「テッペン」が製作された[48]。

カルビーポテトチップス
カルビー提供コーナー「もぐゴク部supported by Calbee」を介したリスナーとの共創商品として、北海道限定で以下の番組コラボレーションによるポテトチップスを発売。
1. ホタテバター味（2019年1月）テーマ：冬に北海道民が食べたい味[49]
2. ニンニクが効いたスパイシーベジタブルスープカレー味（2020年1月）テーマ：IMAREALらしい味[50]
3. とうきびバター味（2021年2月）テーマ：ドリームマッチ[51]
4. ゆずぽん酢風味（2022年7月）テーマ：北海道と日本のコラボ[52]
5. 山わさびチーズ味（2023年6月）テーマ：復活総選挙[53]
6. たらこバター味焼きのりトッピング（2024年6月）テーマ：今リアルに食べたい味[54]
7. 炙りベーコンと黒胡椒味（2025年6月）[55]

エールタオル
- 番組ロゴを担当したウチボリシンペのデザインによる、番組のキーフレーズ「イマリエール!!」とパーソナリティ森本のイラストを描いたタオル。2022年4月発売。